# 정국 (가수)
정국(본명: 전정국, 한국 한자: 田楨國, 1997년 9월 1일~)은 대한민국의 보이 그룹 BTS(방탄소년단)의 메인 보컬, 서브 래퍼, 리드 댄서 등을 맡고 있다.
방탄소년단(BTS)과 라인프렌즈가 함께 만든 캐릭터인 BT21에서 쿠키(cooky)라는 캐릭터를 직접 디자인했다.  세계 최대 스트리밍 사이트인 스포티파이에서 K-POP 남자 솔로 최고 스트리밍곡 기록을 가지고 있으며 빌보드 핫100에 차트인한 그룹곡외 참여곡이 5곡이다. 2023년 솔로곡 SEVEN으로 빌보드 핫100 1위와 빌보드 글로벌200, 글로벌200 excl.U.S.에서 1위를 기록 하였고 16주 동안 차트인 하였다. 단일곡으로 스포티파이 역사상 가장 빠른 10억 스트리밍을 달성하여 기네스에 등재되었다.

## 학력
- 서울공연예술고등학교 (졸업)
- 글로벌사이버대학교 방송연예학과 (학사)

## 생애

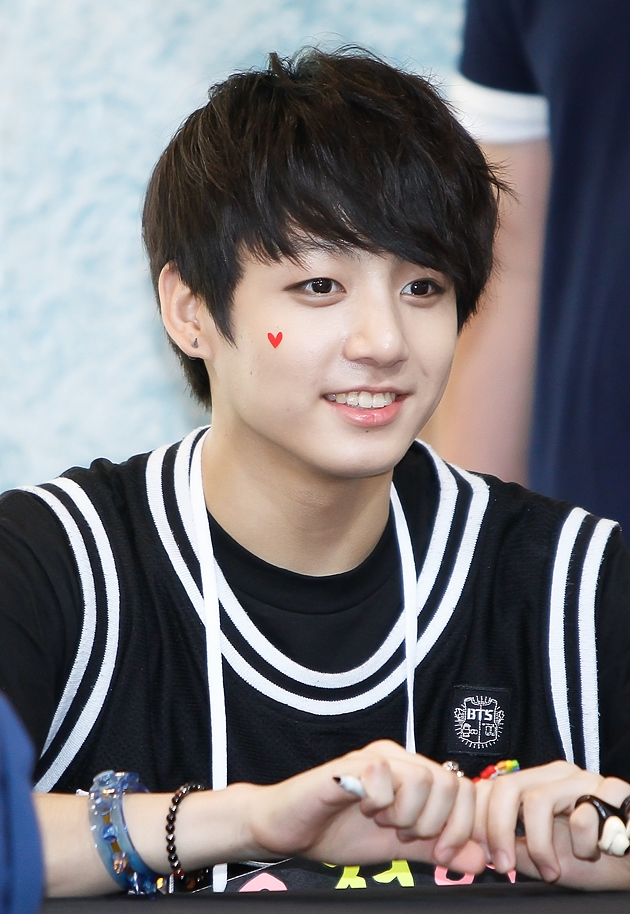
2013년 7월 28일 팬싸인회에서의 정국

정국(전정국)은 1997년 9월 1일 대한민국 부산광역시 북구 만덕동에서 태어나고 성장했다. 그는 2남 중 차남으로 형 전정현(田楨賢)이 한 명 있다. 백양초등학교를 졸업하고, 15살 때인 백양중학교 2학년 시절 가수의 꿈을 안고 슈퍼스타 K3 오디션 프로그램에 참가하였지만, 따로 보컬트레이닝을 받아본 적이 없는 아마추어가 슈퍼스타 K 오디션에 합격하기란 쉽지 않았다. 하지만 퇴근길에 정국을 눈여겨 본  대형 기획사로부터 무려 7개의 러브콜을 받았고, 최종적으로 빅히트 엔터테인먼트를 선택하면서 연습생으로 발탁되어 서울로 상경하였다. 빅히트 엔터테인먼트에 입사하기 전에 태권도외엔 학원을 다닌 적이 없었다는 정국은 그 이후 트레이닝중에 "누구나 인정하는 천재 정국"으로 불리며 빠르게 습득하여 메인보컬, 리드댄서, 서브래퍼등 다양한 포지션을 가지고 데뷔하게 된다.  데뷔 전에 월말평가에서 1위를 해서 1달간 미국연수를 다녀와 춤꾼으로 거듭났다는 이야기는 유명하다.
대형기획사의 러브콜을 마다하고 빅히트를 선택한 이유는 “고민하던 때 RM의 랩하는 영상을 보고 형이 정말 멋있어서 빅히트 뮤직을 선택했다. 형 때문에 왔다.” 라고 밝혔다. 서울 신구중학교에 전학해 2013년 2월에 졸업한 정국은 방탄소년단의 데뷔 준비로 인해 바로 고등학교 진학을 하지 못했고, 1년 뒤인 2014년 3월, 고등학교를 늦게 입학한 탓에 1998년생들과 함께 수업을 들었다. 그는 서울공연예술고등학교에 입학하여 2017년 2월에 졸업하였다.

## 경력

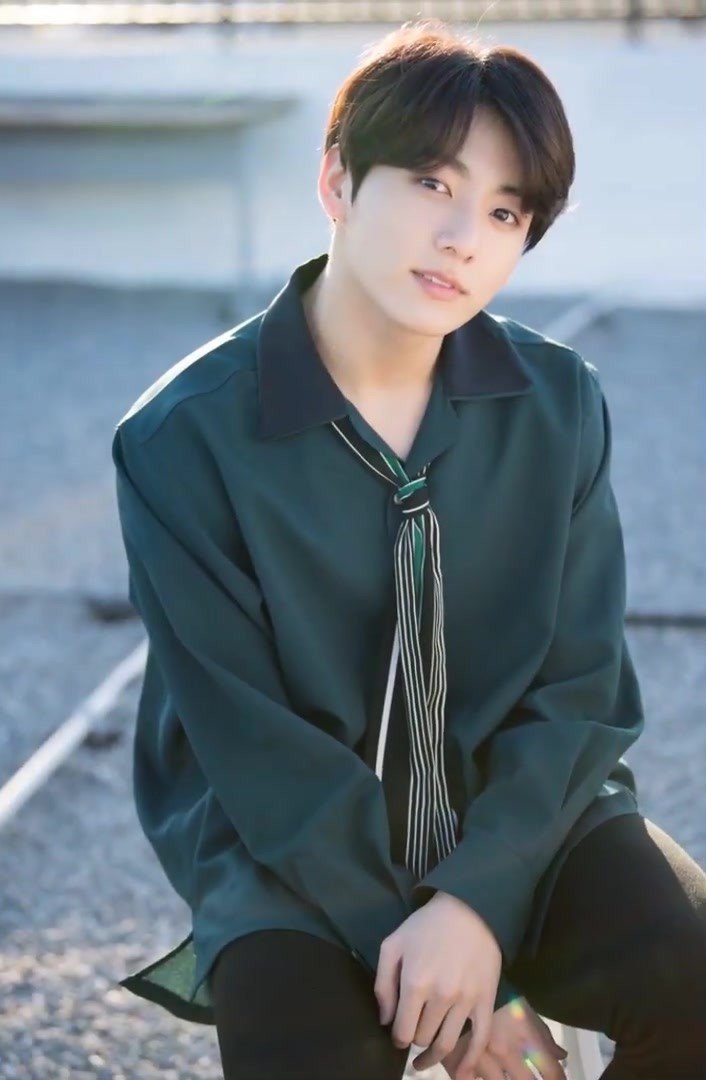
2018년도의 정국

2013년 6월 13일 정국은 엠넷 《엠카운트다운》을 통해 방탄소년단 멤버로서 공식적으로 데뷔했다. 정국은 데뷔 싱글 앨범인 《2 COOL 4 SKOOL》에서 "Outro : Circle Room Cypher"라는 곡을 공동 작사하며 처음으로 작사에 참여하였다.
2013년 12월 정국은 동료 멤버인 RM과 소속사 빅히트 엔터테인먼트 선배인 조권, 임정희, 그리고 주희와 함께 크리스마스 싱글 앨범 《Perfect Christmas》에 참여하였다. 2015년 그는 또한 동료 멤버인 진과 《화양연화 pt.2》 수록곡인 "Outro : Love Is Not Over" 작사와 함께 공동 작곡에 처음 참여하였다. 2018년 《LOVE YOURSELF 轉 'Tear'》 앨범에서는 수록곡인 "Magic Shop"의 작사와 작곡에 참여하였다.
2020년 일본활동곡 "Your Eyes Tell"은 정국의 믹스테잎에 수록될 자작곡이었으나 미키 타카히로에 의해 영화 ost 정해지게 되었고 2021년 "Film Out"의 작사작곡에도 참여하여 일본활동곡으로 최고의 성적을 올리게 되었다.
유닛활동으로는 2019년 보컬 정국, 랩퍼 알엠 두 멤버는 세계적인 디제이 스티브아오키의 "Waste It On Me"에 참여하여 핫백 89위에 오르고 마돈나 공식 트위터에 마이클잭슨 추모곡으로 삽입할만큼 인기를 누렸다.  2020년 슈가, 제이홉과 함께 레게풍의 "Savage Love"를 특유의 청량하고 리드미컬하게 불러 빌보드 핫100 1위에 오르는 등 발라드, 댄스, 알엔비, 힙합, 레게 등 못하는 장르가 없는 보컬소화력으로 호평받게 된다.

### 솔로 활동
2015년 말, 정국은 토리 켈리의 "Paper Hearts", 애덤 리바인의 "Lost Stars", 저스틴 비버의 "Nothing Like Us", 그리고 트로이 시반의 "Fools"를 커버해 사운드클라우드를 통하여 공개하였다. 정국은 평소 자이언티를 좋아하는 뮤지션으로 언급해 왔는데, KBS 가요대축제에서 자이언티와 양화대교 듀엣 무대에 서게 되었다.
2016년 7월, 그는 파일럿 프로그램으로 방영된 SBS 《꽃놀이패》 프로그램의 게스트로 출연하였다.
2017년 1월 6일, 트위터에 #노츄 #커밍순이라는 해시태그와 함께 정국이 찰리 푸스의 We don't talk anymore을 부른 약 1분 길이의 영상이 올라왔다. 2017년 2월 27일, 정국이 SNS에 찰리 푸스의 노래 We Don't talk anymore을 올려 찰리푸스의 화답을 받고 2018년 지니뮤직어워즈에서 듀엣으로 공연하고 찰리푸스는 방탄소년단의 FAKE LOVE를 콜라보하였다.
2018년 9월 방탄소년단에서 유일하게 인트로와 단독 솔로뮤비가 없었던 정국은 마침내 "Euphoria"가 공개되었는데 공개되자마자 폭발적인 반응을 얻으며 뮤비없이도 버블링 핫100 5위에 오르고 현재까지 3억2500만 스트리밍을 기록하여 싸이를 제치고 K-POP남자솔로 최고스트리밍곡, 빌보드 월드디지털 송세일즈에서 88주 최장기간 차트인한 대기록을 세웠다.
2020년 6월 5일 정각, 방탄소년단의 공식 블로그에 정국의 자작곡인 'still with you'가 공개되었다. 데뷔 7주년을 기념하는 2020년 ‘BTS FESTA'의 일환으로 공개된 정국의 자작곡 still with you는 빗소리로 시작되어 재즈풍의 아련한 멜로디를 바탕으로 하여 정국의 애절하고도 편안한 음색 속 울리는 짙게 사무치는 감성이 돋보이는 곡이다. 이 곡은 음악 공유 플랫폼 ‘사운드클라우드’에 무료로 공개됐고 2020, 2021 이년간 최장기 스포티파이 차트인곡과 화제곡으로 뽑혔다.
2021년 7월 19일 사운드클라우드에 "10000hours"가 공개되었으며 특유의 부드러우면서도 단단한 목소리로 인기를 끌며 원곡자 Dan +shay가 즉시 같이 콜라보하고 싶다는 의사를 밝히고 노래로 화답하였다.
2021년 10월 29일 방탄소년단 유투브 계정에 해리스타일러의 "Falling"이 공개되었다. 지금껏 부드럽고 로맨틱하던 목소리와는 전혀 다른 거칠고 강한 보컬로 충격을 주었으며 원곡과는 다른 곡해석으로 다시 한번 정국의 폭넓은 곡 소화력으로 호평받는다.
2022년 2월 11일 BTS 멤버 슈가가 프로듀싱한 웹툰 착호의 오스트 Stay Alive가 공개되었다. 과하지 않게 그러나 특유의 섬세한 감정표현과 저음과 고음을 자유자재로 오가는 풍성한 보컬테크닉으로 호평을 받았으며 외부노출이 없음에도 멜론 실시간 28위, 일간 53위에 진입하고 2주이상 차트인하였으며, 첫날 KPOP 솔로가수 최고 스트리밍인 425만 스트리밍을 달성하여 KPOP 솔로가수 최초로 글로벌 3위, 빌보드 글로벌 탑10(8위)에 최초로 올랐으며 일본에서 솔로가수최초 2주연속 빌보드차트인하는 등 빌보드의 서브차트에 골고루 오르는 등 솔로뮤비를 포함한 정식 데뷔가 기대되는 성적을 보여주었다.
2023년 첫 솔로 디지털 싱글 Seven을 발매했으며, 이후 11월 첫 정규앨범 Golden을 발매했다.

### 솔로 참여
2016년 10월 발매된 방탄소년단의 두 번째 정규 앨범 《WINGS》에서 첫 번째 솔로곡인 "Begin"을 발표하였다. 그 후 2018년, 앨범 《LOVE YOURSELF 結 'Answer'》, 방탄소년단의 정규 3집 리패키지 앨범 수록곡 "Euphoria"로 두 번째 솔로곡을 발표했다. 2020년, 앨범 《MAP OF THE SOUL : 7》 앨범 수록곡 "시차"로 세 번째 솔로곡을 발표하였다.
또한 저스틴 비버의 노래 <10000 hours>를 커버하기도 했다. 그리고 2022년 FIFA 월드컵에서 'Dreamers'라는 신곡을 발표했다.

## 음반 활동

### 차트 노래
| 제목                                                             | 연도      | 최고 차트 순위 | 최고 차트 순위 | 판매량              | 수록 음반                 |
| 제목                                                             | 연도      | 대한민국 가온  | 미국 빌보드    | 판매량              | 수록 음반                 |
| 솔로 참여                                                        | 솔로 참여 | 솔로 참여      | 솔로 참여      | 솔로 참여           | 솔로 참여                 |
| ---------------------------------------------------------------- | --------- | -------------- | -------------- | ------------------- | ------------------------- |
| "Begin"                                                          | 2016      | —              | —              | - 대한민국:         | WINGS                     |
| "Euphoria"                                                       | 2018      |                |                | - 대한민국          | LOVE YOURSELF 結 'Answer' |
| "시차"                                                           | 2020      |                |                | - 대한민국:         | MAP OF THE SOUL : 7       |
| 컬래버레이션                                                     |           |                |                |                     |                           |
| "Perfect Christmas" (with 조권, 임정희, 주희 & RM)               | 2013      | 45             | —              | - 대한민국: 64,789+ | 디지털 싱글               |
| "—" 표시는 차트에 진입하지 못함을 의미함(2010년 이전 자료 없음). |           |                |                |                     |                           |

### 작사, 작곡
| 연도 | 수록 음반               | 노래(곡)                     | 작사 | 작사                                                                              | 작곡   | 작곡                                                                              |
| 연도 | 수록 음반               | 노래(곡)                     | 참여 | 공동                                                                              | 참여   | 공동                                                                              |
| ---- | ----------------------- | ---------------------------- | ---- | --------------------------------------------------------------------------------- | ------ | --------------------------------------------------------------------------------- |
| 2013 | 2 COOL 4 SKOOL          | "Outro : Circle Room Cypher" | 예   | 슈가, RM, 뷔, 진, 제이홉, Pdogg                                                   | 아니요 | Pdogg                                                                             |
| 2015 | 화양연화 pt.1           | "Outro : Love Is Not Over"   | 예   | Slow Rabbit, Pdogg, 진                                                            | 예     | Slow Rabbit, Pdogg, 진                                                            |
| 2015 | 화양연화 pt.2           | "RUN"                        | 예   | Pdogg, 방시혁, RM, 슈가, 뷔, 제이홉                                               | 예     | Pdogg, 방시혁, RM, 슈가, 뷔, 제이홉                                               |
| 2015 | 화양연화 pt.2           | "고엽"                       | 예   | 슈가, Slow Rabbit, 방시혁, RM, 제이홉, Pdogg                                      | 예     | 슈가, Slow Rabbit, 방시혁, RM, 제이홉, Pdogg                                      |
| 2018 | LOVE YOURSELF 轉 'Tear' | "Magic Shop"                 | 예   | Hiss noise, RM, Jordan “DJ Swivel” Young,Candace Nicole Sosa, ADORA, 제이홉, 슈가 | 예     | Hiss noise, RM, Jordan “DJ Swivel” Young,Candace Nicole Sosa, ADORA, 제이홉, 슈가 |
| 2020 | MAP OF THE SOUL : 7     | "시차"                       | 예   | Sleep Deez , RM , Jayrah Gibson , Pdogg , Printz Board , Richelle Alleyne         | 예     | Sleep Deez , RM , Jayrah Gibson , Pdogg , Printz Board , Richelle Alleyne         |

## 음반 외 활동

### 텔레비전 프로그램
| 연도 | 방송사  | 제목                                             | 역할                                                                 | 비고                      |
| ---- | ------- | ------------------------------------------------ | -------------------------------------------------------------------- | ------------------------- |
| 2016 | Mnet    | 뮤직뱅크                                         | 2013 스페셜 MC (with 지민, 뷔)                                       |                           |
| 2016 | MBC     | 쇼! 음악중심                                     | 스페셜 MC (with 사나, 김새론, 김민재)                                | [ 32 ]                    |
| 2016 | MBig TV | 꽃미남 브로맨스                                  | 게스트                                                               | 5부작 (이민우 & 정국 편)  |
| 2016 | SBS     | 꽃놀이패                                         | 출연 (with 안정환, 서장훈, 조세호, 유병재, 김민석)                   | 1~2회(파일럿)             |
| 2016 | MBC     | 일밤 - 미스터리 음악쇼 복면가왕                  | 게스트 (참가자:이렇게 하면 너를 찌를 수 있을 거라 생각했어! 펜싱맨!) | 71회, 72회 (2라운드 진출) |
| 2016 | MBC     | 2016 섬머 페스티벌 울산 특집 방송 - 쇼! 음악중심 | 스페셜 MC (with 지민, 김새론, 김민재)                                | [ 33 ] [ 34 ]             |
| 2017 | JTBC    | 한끼줍쇼                                         | 게스트 (with 진)                                                     | 50회 (삼성동 편)          |

### 뮤직 비디오
| 연도 | 가수                         | 노래                    | 비고                   | 공식 유튜브 |
| ---- | ---------------------------- | ----------------------- | ---------------------- | ----------- |
| 2013 | 조권, 임정희, 주희, RM, 정국 | 〈Animal (Radio Edit)〉 | 빅히트 크리스마스 싱글 | 유튜브      |

## 수상 목록

### 가요 프로그램 1위
| 연도             | 수상 내역 (총 18회) |
| ---------------- | --- |
| 2023년 (총 18회) | - Seven - Clean Ver. (Feat. Latto) (총 13회) - 7월 20일 Mnet 《엠카운트다운》 1위 - 7월 27일 Mnet 《엠카운트다운》 1위 (2주 연속) - 7월 30일 SBS 《SBS 인기가요》 1위 - 8월 2일 MBC M 《쇼 챔피언》 챔피언 송 - 8월 3일 Mnet 《엠카운트다운》 1위 (트리플 크라운) - 8월 5일 MBC 《쇼! 음악중심》 1위 - 8월 6일 SBS 《SBS 인기가요》 1위 (2주 연속) - 8월 9일 MBC M 《쇼 챔피언》 챔피언 송 (2주 연속) - 8월 13일 SBS 《SBS 인기가요》 1위 (트리플 크라운) - 8월 26일 MBC 《쇼! 음악중심》 1위 (퉁산 2주) - 9월 2일 MBC 《쇼! 음악중심》 1위 (퉁산 3주) - 9월 9일 MBC 《쇼! 음악중심》 1위 (퉁산 4주) - 11월 10일 KBS2 《뮤직뱅크》 K-CHART 1위 - 3D (Feat. Jack Harlow) (총 3회) - 10월 5일 Mnet 《엠카운트다운》 1위 - 10월 12일 Mnet 《엠카운트다운》 1위 (2주 연속) - 10월 19일 Mnet 《엠카운트다운》 1위 (트리플 크라운) - Standing Next To You (총 2회) - 11월 9일 Mnet 《엠카운트다운》 1위 - 11월 16일 Mnet 《엠카운트다운》 1위 (2주 연속) |

## 시상식
- 2024년 엠넷 아시안 뮤직 어워즈 팬스 초이스상
- 2024년 엠넷 아시안 뮤직 어워즈 베스트 댄스 퍼포먼스 남자 솔로 가수상
- 2024년 엠넷 아시안 뮤직 어워즈 베스트 남자 아티스트상
- 2024년 멜론 뮤직어워즈 TOP10
- 2024년 멜론 뮤직어워즈 밀리언스 TOP 10
- 2024년 멜론 뮤직어워즈 베스트 남자 솔로 가수상